# Schloss Göpfritz

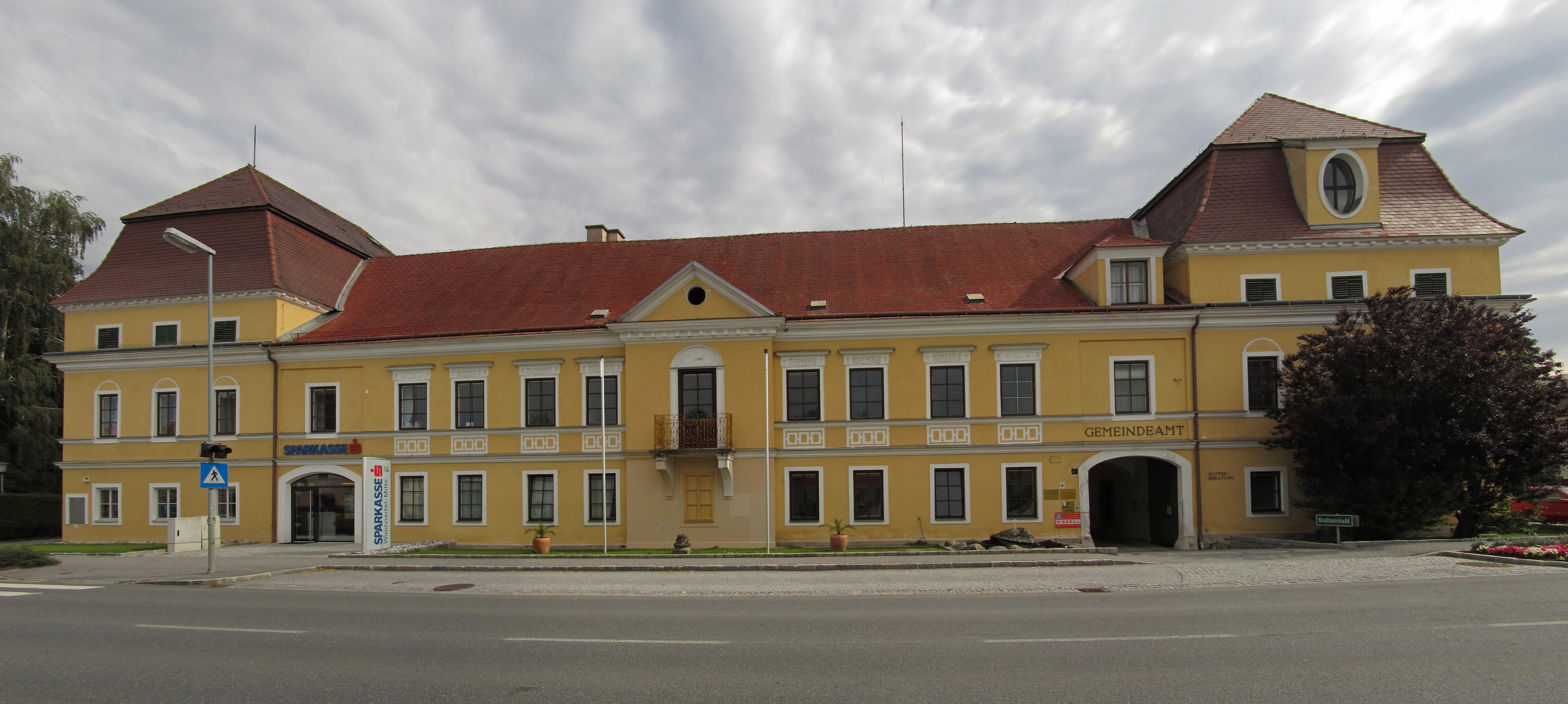
Schloss Göpfritz an der Wild

Schloss Göpfritz ist ein Schloss in Göpfritz an der Wild im Bezirk Zwettl in Niederösterreich. Das unter Denkmalschutz stehende Gebäude wurde in seiner heutigen Form gegen Ende des 18. Jahrhunderts erbaut.

## Baubeschreibung
Das Schloss ist ein langgestreckter, zweigeschoßiger Barockbau mit Satteldach und zwei wuchtigen dreigeschoßigen Ecktrakten mit hohen Mansardendächern, schmalem Mittelrisalit mit Zwerchgiebel und frühhistoristischer Fassadengliederung, das in seiner heutigen Form gegen Ende des erbaut wurde. Das Erdgeschoß ist platzlgewölbt. Im Obergeschoß liegt eine ehemalige Klosterkapelle von 1928 mit Tonnengewölbe, abgerundeten Stichkappen und stuckierten Querrippen. Zu den weiteren Merkmalen zählen die Ovalfenster und der secessionistische Stiegenaufgang.

## Geschichte
Die erste urkundliche Erwähnung geht laut Dehio auf das Jahr 1454 zurück, nach anderen Quellen auf 1303. Durch die Lage an der „alten Kaiserstraße“ Wien – Prag – Berlin war das Schloss seit jeher ein beliebter Stützpunkt. Von 1682 bis 1732 war das Schloss im Besitz der Familie Mallenthein und wechselte danach häufig seine Besitzer. Von 1919 bis 1957 diente es als Dominikanerkloster. Seit 1979 ist es im Gemeindebesitz und wird als Gemeindehaus sowie für Kammermusikkonzerte verwendet.